# Yemişken, Kumru
Yemişken là một xã thuộc huyện Kumru, tỉnh Ordu, Thổ Nhĩ Kỳ. Dân số thời điểm năm 2010 là 69 người.